# Chimmie Fadden Out West
Chimmie Fadden Out West is een Amerikaanse western uit 1915 onder regie van Cecil B. DeMille.

## Verhaal
Chidden Fadden wordt door een spoorwegmaatschappij naar Californië gestuurd. Hij moet er doen alsof hij goud heeft gevonden en daarna per trein weer naar het oosten reizen. Dat plannetje verloopt niet zoals gehoopt.

## Rolverdeling
| Acteur          | Personage               |
| --------------- | ----------------------- |
| Victor Moore    | Chimmie Fadden          |
| Camille Astor   | Duchess                 |
| Raymond Hatton  | Larry                   |
| Berth St. Clair | Moeder Fadden           |
| Ernest Joy      | Mijnheer Van Courtlandt |
| Tom Forman      | Antoine                 |
| Florence Dagmar | Betty Van Courtlandt    |
| Harry Hadfield  | Preston                 |